# Kejšovice
Kejšovice jsou malá vesnice, část obce Krsy v okrese Plzeň-sever v Plzeňském kraji. Nachází se asi 2,5 kilometru severně od Krsů. V roce 2011 zde trvale žili čtyři obyvatelé.
Kejšovice jsou také název katastrálního území o rozloze 3,74 km².

## Historie
První písemná zmínka o vesnici pochází z roku 1183.

## Obyvatelstvo
Při sčítání lidu v roce 1921 zde žilo 171 obyvatel (z toho 75 mužů), z nichž bylo 170 Němců a jeden cizinec. Všichni se hlásili k římskokatolické církvi. Podle sčítání lidu z roku 1930 měla vesnice 138 obyvatel německé národnosti a římskokatolického vyznání.
| Rok            | 1869 | 1880 | 1890 | 1900 | 1910 | 1921 | 1930 | 1950 | 1961 | 1970 | 1980 | 1991 | 2001 | 2011 | 2021 |
| -------------- | ---- | ---- | ---- | ---- | ---- | ---- | ---- | ---- | ---- | ---- | ---- | ---- | ---- | ---- | ---- |
| Počet obyvatel | 178  | 155  | 155  | 166  | 162  | 171  | 138  | 54   | 39   | 25   | 12   | 6    | 5    | 4    | 12   |
| Počet domů     | 30   | 30   | 30   | 31   | 28   | 28   | 29   | 22   | 22   | 8    | 5    | 3    | 4    | 4    | 6    |

## Obecní správa
Při sčítání lidu v letech 1869–1959 Kejšovice byly samostatnou obcí, se kterým patřily nejprve do okresu Teplá, ale v letech 1900–1930 v okrese Planá a v roce 1950 v okrese Stříbro. Od 1. ledna 1960 jsou částí obce Krsy v okrese Plzeň-sever.

## Pamětihodnosti
- Kaplička
- Krucifix nad potůčkem v údolí pod vsí